# 21660 Velenia
21660 Velenia è un asteroide della fascia principale. Scoperto nel 1999, presenta un'orbita caratterizzata da un semiasse maggiore pari a 2,7377503 UA e da un'eccentricità di 0,0410104, inclinata di 4,77856° rispetto all'eclittica.